# Dèlia Valero Ferri
Dèlia Valero Ferri (Castelló de la Plana, 1968) és una política valenciana, diputada a les Corts Valencianes en la VIII legislatura i alcaldessa de les Useres (l'Alcalatén) entre 2003 i 2011.
Militant del Partit Socialista del País Valencià (PSPV), fou escollida alcaldessa de les Useres (l'Alcalatén) de 2003 a 2011, i diputada a les Corts Valencianes des de les eleccions de 2011. Ha estat secretària de la Comissió Permanent no legislativa de Drets Humans i Tercer Món.
En març de 2015 va protagonitzar l'anècdota del final de la legislatura quan el seu company de partit Francisco Toledo Lobo se li va declarar en el ple de les Corts Valencianes. Ja fóra de l'activitat política, Dèlia Valero va obrir una botiga de roba a la ciutat de Castelló de la Plana.